# 1425 en arts plastiques
| Années des arts plastiques : 1422 - 1423 - 1424 - 1425 - 1426 - 1427 - 1428    |
| Décennies des arts plastiques : 1390 - 1400 - 1410 - 1420 - 1430 - 1440 - 1450 |

Cette page concerne l'année 1425 en arts plastiques.

## Œuvres
- Le Paiement du tribut, fresque de Masaccio dans la chapelle Brancacci de l’église Santa Maria del Carmine, à Florence.

## Naissances

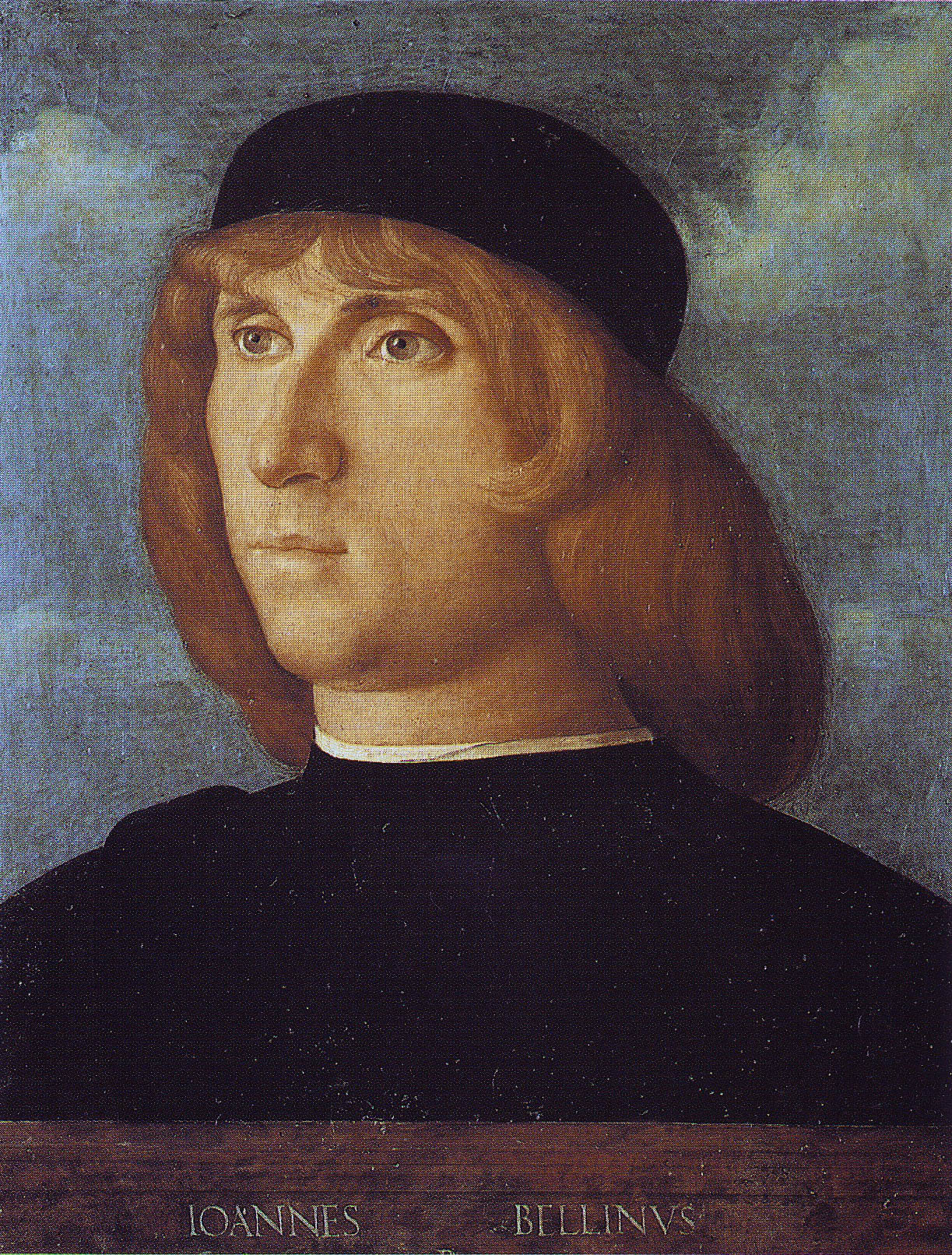
Giovanni Bellini, autoportrait

- entre 1425 et 1433 : Giovanni Bellini, peintre italien († 29 novembre 1516).